# ハルマ
ハルマ（Halma）は、2人または4人用のボードゲームの一種。1883年ないし1884年に、ハーバード・メディカルスクールの形成外科医ジョージ・ハワード・モンクス（George Howard Monks）によって発明された。名前は古代ギリシア語で「跳躍」を意味するἅλμαから。
縦横16マスのゲームボードを使用する。2人プレイでは2色（一般的に黒と白）、4人プレイでは4色のコマを用いる。

## 概要

2人または4人プレイ用のゲームボード。線で陣地が仕切られている。

ハルマは2人または4人用のボードゲームである。ゲームの目的は、持ちゴマの全てをボードの隅にある各々の陣地からその対角にある相手の陣地へと移動させること。各ターン、プレイヤーは持ちゴマの一つを隣接するマスに動かすか、隣接するコマを1回以上連続してジャンプする操作によって動かす。

## ルール

### 準備
- ボードは縦横16マス。
- マス同士は縦・横・斜めに隣接しているものとする。
- 2人または4人でプレイされる。
- 線で仕切られた各プレイヤーの陣地がボードの隅に設置される。
  - 2人プレイでは、プレイヤーの陣地は各々19マス。それぞれボードの対角に設置される。
  - 4人プレイでは、プレイヤーの陣地は各々13マス。それぞれボードの四隅に設置される。
- 各プレイヤーは相異なる色のコマをそれぞれ同数、自分の陣地に配置する。
- 初期配置は、各プレイヤーの陣地の全てのマスが自分のコマで埋まった状態となる。

### 目的
- 自分のコマを全て、自陣の対角にある相手の陣地に移動させる。

### 手順
- 先手を適当に決める。
- プレイヤーの各ターンは、自分のコマの一つを以下のいずれかの方法で動かすことで終了する。
  - 隣接するマスに1回動かす
    - 自分のコマを隣接する空のマスへと移動する。
    - ターン終了。

  - 隣接するコマを1回以上連続してジャンプする
    - 隣接するコマはそれが誰のコマであれ、反対側の着地先のマスが空であれば跳びこしてよい。
    - 自分のコマを隣接するコマを跳びこして反対側の空のマスへと移動する。
    - 跳びこされたコマは何の影響も受けない。そのままボード上にとどまる。
    - ジャンプの後、同一のコマを用いてさらにジャンプを続けてもかまわない。いつターンを終了してもよい。
- 一度相手の陣地に到着したコマを再び陣地の外へ出すような手は禁止（出したままターンを終了してはならない）。
- 相手の陣地の全てのマスを自分のコマで埋めた状態でターンを終了すると、そのプレイヤーの勝利となりゲーム終了。
- それ以外の場合、プレーヤーのターンが終了するとその左隣のプレイヤーにターンが移る。

## 類似のゲーム
- コマをジャンプする動きはチェッカーを思わせるが、跳びこされたコマが取られたり除かれたりしない点や、ジャンプが可能なときに必ずしもジャンプしなくてよい点などが異なる。
- ハルマを基にしたダイヤモンドゲームは、1892年にドイツでStern-Halma（ドイツ語で「星形ハルマ」）として売り出されたのが最初である。アメリカでは後にエキゾチックな効果を狙って「チャイニーズ・チェッカー」として売り出されたが、中国と歴史的な関係はなく、チェッカーでもない。

## バリエーション
縦横8マスまたは10マスのボードを使用するバリエーションがあり、それぞれ各プレイヤー10コマまたは15コマを用いる。どちらも2人プレイに向く。インターネット上で多くのオンライン版が公開されており、通常2人プレイ用でターン制となっている。一定の手数の後自分の陣地にまだコマが残っていた場合、自動的に負けとなるようなルールを取り入れているサイトも見られる（しばしば縦横8マス版では30手、10マス版では50手）。

## 基本的な戦術
他の多くのゲームと同じように、ハルマも序盤、中盤、終盤に分けられる。序盤（相手のコマと接触が始まる前）は、互いに好きな陣形にコマを組む準備戦となる。中盤（コマを互いに妨害したりジャンプしたりする段階）では、盤上全体を冷静に辛抱強く観察する力が求められる。有利に立つチャンスを得るには前に進むためにいったん後ろへ退くといった作戦も必要となる。同時にコマ同士がばらけないようにして、終盤（相手のコマと互いにすれ違い、それぞれ目的の陣地を目指す段階）に向けた準備もしなければならない。
ほとんどのボードゲームと同様、早く中央を制することが戦術の要である。中央にコマを二層にした壁をつくることで、相手に迂回をさせるといった作戦が可能となる。しかし、もし相手も隣接して壁を築いた場合、一般的に先に壁を解除したプレイヤーが不利になる。
終盤においては、シングルよりもペアになったコマのほうが速く動けることに留意すべきである。ばらばらの2つのコマよりも、「馬跳び」をしながら進む2つ一組のコマのほうが有利だといえる。
使うゲームボードが大きいほどより多様なゲーム展開が可能になり、2人プレイよりも4人プレイのほうがより戦略的になる。